# Vondang állomás
Vondang (Wondang) állomás a szöuli metró 3-as vonalának állomása Kjonggi (Gyeonggi) tartomány Kojang (Goyang) városában, a városháza közelében.

## Viszonylatok
| 3-as vonal                               | 3-as vonal             | 3-as vonal                           |
| ---------------------------------------- | ---------------------- | ------------------------------------ |
| Hvadzsong (Hwajeong) Tehva (Daehwa) felé | Ilszan (Ilsan) szakasz | Vonhung (Wonheung) Ogum (Ogeum) felé |